# Зойберт, Мориц Август
Мориц Август Зойберт (нем. Moritz August Seubert или нем. Moritz Seubert, 2 июня 1818 — 6 апреля 1878) — немецкий ботаник, профессор ботаники и зоологии.      

## Биография
Мориц Август Зойберт родился в Карлсруэ 2 июня 1818 года.  
Он посещал Гимназию Бисмарка в Карлсруэ и сдал экзамен на аттестат зрелости с отличием. С 1836 года Зойберт изучал медицину в Гейдельбергском университете, а с 1837 года — естественные науки в Боннском университете. В 1846 году он был назначен профессором ботаники и зоологии в Университете Карлсруэ в качестве преемника Александра Брауна. 
Мориц Август Зойберт умер в Карлсруэ 6 апреля 1878 года.  

## Научная деятельность
Мориц Август Зойберт специализировался на папоротниковидных, Мохообразных, водорослях и на семенных растениях.   

## Научные работы
- Exkursionsflora für das Großherzogthum Baden.
- Lehrbuch der gesamten Pflanzenkunde.
- Flora Azorica: mit Hochstetter, Christian Ferdinand.
- Symbolae ad erinacei europaei anatomen.